# Амидофосфорибозилтрансфераза
Амидофосфорибозилтрансфераза (или фосфорибозилпирофосфатамидотрансфераза) — фермент, осуществляющий превращение фосфорибозилпирофосфата в 5-фосфорибозиламин. При этом расходуется глутамин с образованием глутамата. Реакция, катализируемая данным ферментом, является первой специфической реакцией синтеза пуриновых нуклеотидов de novo. Фермент аллостерически ингибируется АМФ, ГМФ и ИМФ.

Фосфорибозилпирофосфат
5-фосфорибозиламин